# Famille Bès de Berc
La famille Bès de Berc est une famille subsistante d'ancienne bourgeoisie française.

## Histoire
Cette famille est originaire de Saint-Chély-d'Apcher, en Lozère,,.
Gustave Chaix d'Est-Ange écrit que cette famille appartient à la très ancienne bourgeoisie du Gévaudan. Elle s'est divisée en deux branches : les Bès de Berc et les Bès d'Albaret de Saint-Just. En 1790, un Bès de Berc était membre du district de Saint-Chély.

## Personnalités
- Emmanuel Bès de Berc (1839-1901), polytechnicien, directeur des constructions navales
- Georges Bès de Berc (1847-1907), préfet
- Jean Bès de Berc (1872-1945), polytechnicien, professeur à l'école des mines de Paris, vice-président du conseil général des mines (1934-1939)
- Olivier Bès de Berc (1929-1984), polytechnicien, Mines, président de Aluminium Français et autres filiales de Pechiney
- Gaultier Bès de Berc (1988-), agrégé de lettres modernes, journaliste et professeur de français.

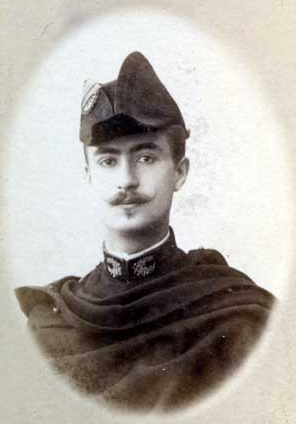
Jean Bès de Berc
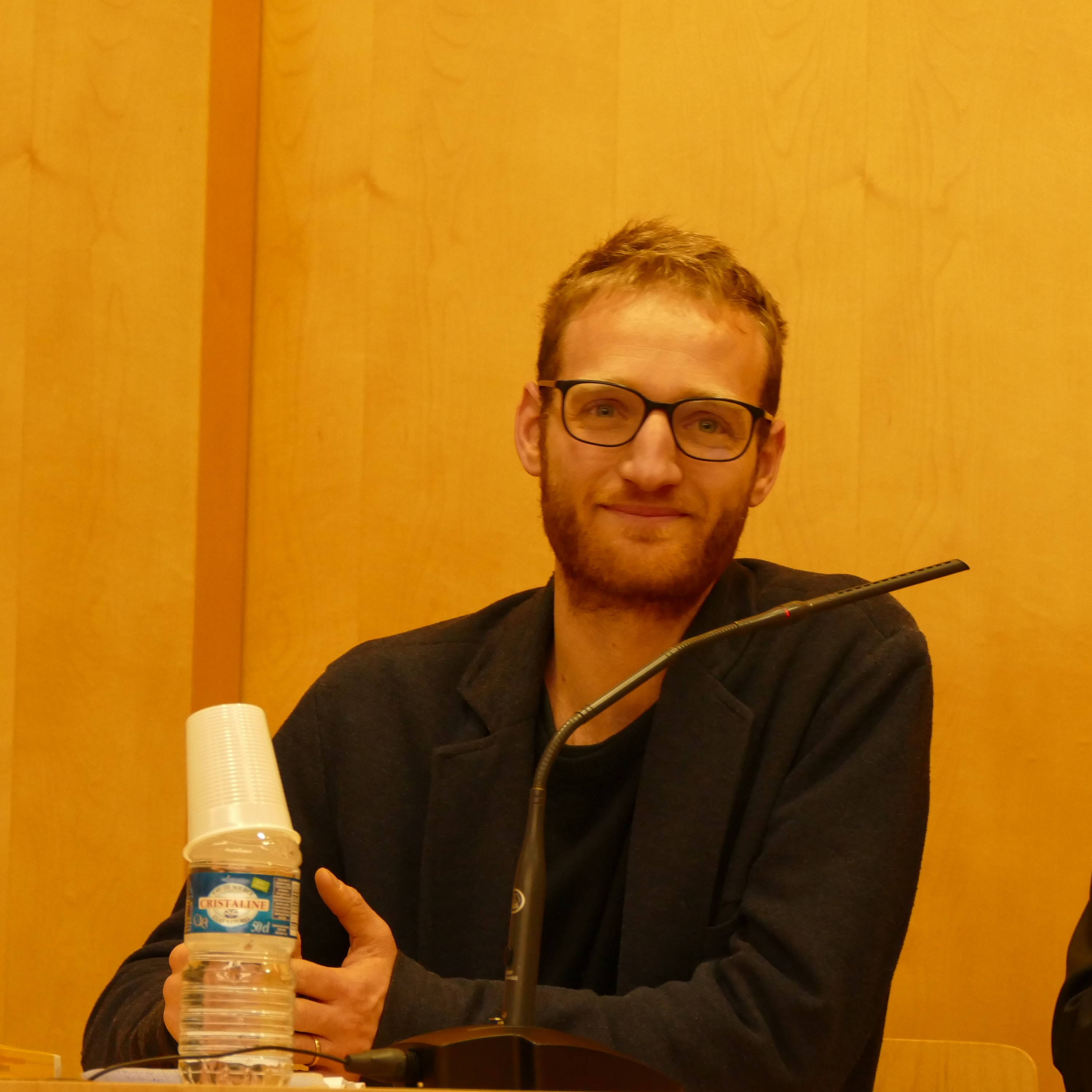
Gaultier Bès de Berc

## Possessions

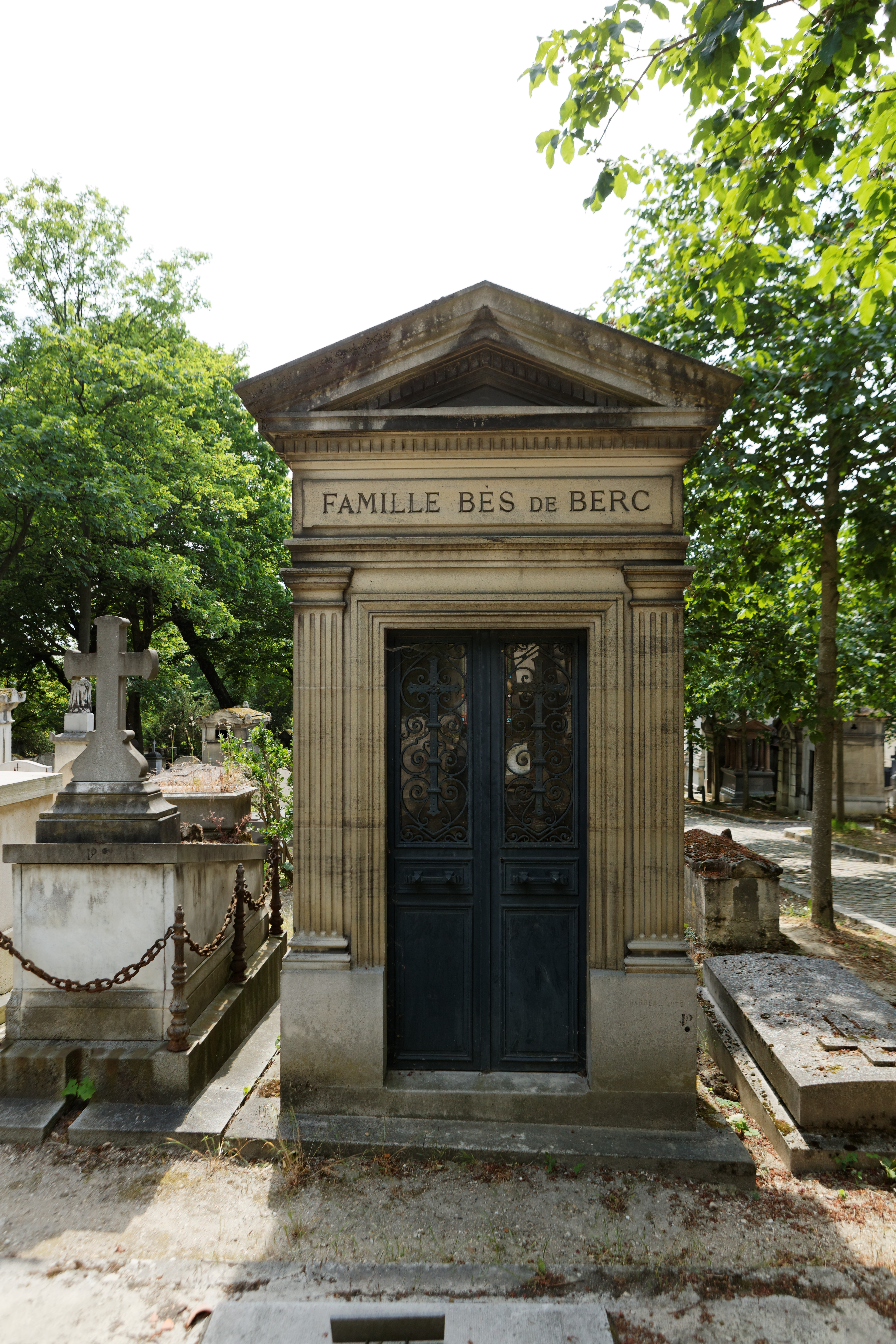
L'un des tombeaux de la famille Bès de Berc, au cimetière du Père-Lachaise, division 22

Cette famille possède au XVIIIe siècle les seigneuries de Berc et de la Bessière.

## Armes
Bès de Berc : d'azur à deux lions d'or affrontés, accostant une étoile d’argent.
Bès d'Albaret de Saint Just : d'argent à une tige coupée de trois fleurs de lys de sinople.

## Alliances
Les principales alliances de la famille Bès de Berc sont : Chaix de Lavarène, Claude-Lafontaine, Le Ray d'Abrantès, Laage de Meux, Rafelis de Broves, Dugé de Bernonville, Lambert de Frondeville etc.

## Pour approfondir